# Văn Ngọc Tú
Văn Ngọc Tú (Sóc Trăng, 11 agosto 1987) è una judoka vietnamita.
Nel 2012 ha partecipato ai Giochi olimpici di  Londra venendo eliminata al primo turno per 2-0 contro la brasiliana Sarah Menezes.
Nel 2016 ha partecipato ai Giochi olimpici di  Rio de Janeiro vincendo al primo turno contro l'italiana Valentina Moscatt e venendo eliminata al secondo turno per ippon dalla sudcoreana Jeong Bo-kyeong.

## Palmarès
- Campionati asiatici

Abu Dhabi 2011: bronzo nei -48kg.